# Fałszywy Krzyż

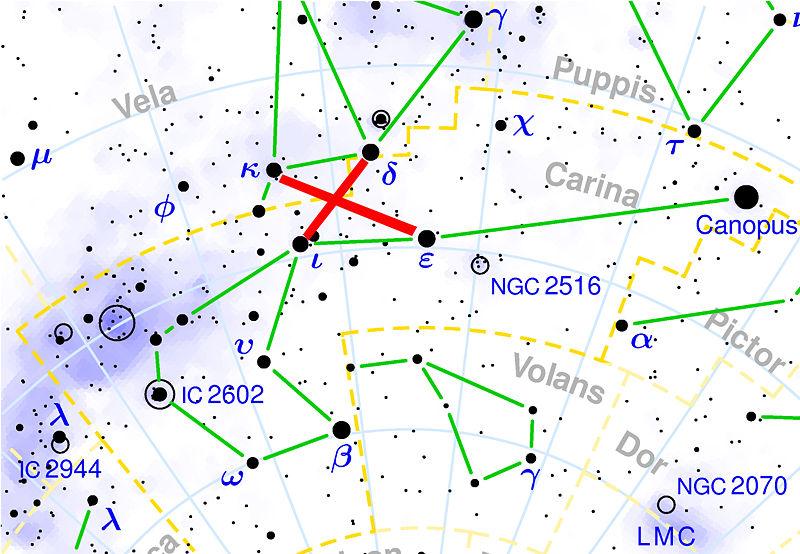
Gwiazdy tworzące Fałszywy Krzyż

Fałszywy Krzyż – asteryzm złożony z czterech jasnych gwiazd, widoczny na niebie półkuli południowej.
Tworzą go gwiazdy z gwiazdozbiorów Kila i Żagla: Epsilon Carinae (Avior), Jota Carinae (Aspidiske), Delta Velorum (Alsephina) i Kappa Velorum (Markeb). Można go pomylić z Krzyżem Południa, czemu zawdzięcza nazwę „fałszywego” Krzyża. W odróżnieniu od niego nie wskazuje on wcale południowego bieguna niebieskiego. Fałszywy Krzyż jest większy niż Krzyż Południa, jego gwiazdy są nieco słabsze i nie ma w nim charakterystycznej piątej gwiazdy (Epsilon Crucis).
Na skutek precesji osi ziemskiej bieguny niebieskie przesuwają się, a ścieżka ruchu południowego bieguna przecina Fałszywy Krzyż. Około 8600 roku południowy biegun nieba znajdzie się blisko punktu przecięcia ramion Krzyża.